# 100°C
100°C je česká thrashpopová hudební skupina, pocházející z Mariánských Lázní. Poté, co v roce 2003 zvítězili v talentové soutěži Coca Cola Popstar, vydali dvě úspěšná alba Evergreen a Collage, natočili několik videoklipů a zabydleli se na klubových a festivalových pódiích. Koncertovali také v zahraničí.
Třetí studiové album s názvem Brant Rock vyšlo 17. dubna 2008 na labelu Indies Records pod dohledem producenta Ecsona Waldese.

## Obsazení
- Jakub „Joshua“ Johánek – kytara, zpěv
- Ondřej Urbanec aka „Indian Mojjo“ – basová kytara
- Michal „Laury“ Juřica – trombón, syntetizátor, perkuse, backvocal
- Martin „Špalda“ Špalek – trumpeta, perkuse
- Karel Vaněk aka „Dj At Work“ – syntetizátor, DJ
- Filip „Fíďa“ Johánek – bicí

## Diskografie

### Studiová alba
- 2004: Evergreen
- 2005: Collage
- 2008: Brant Rock
- 2014: Freaky Boys

### Ostatní
- The View (3 skladby)
- From Base to Travel (10 skladeb)
- Live At Open Air Festival (2011)